# Joe Neguse
Joseph D. Neguse (Bakersfield, California; 13 de mayo de 1984) es un abogado y político estadounidense que se desempeña como representante de los Estados Unidos por el 2.º distrito congresional de Colorado desde 2019. Es el primer eritreo-estadounidense elegido para el Congreso y el primer miembro negro de la delegación de Colorado.

## Biografía

### Primeros años
Los padres de Neguse emigraron a los Estados Unidos desde Eritrea. Se conocieron mientras vivían en Bakersfield, California, donde se casaron y tuvieron a Joe y a su hermana menor. La familia se mudó a Colorado cuando él tenía seis años. Después de vivir en Aurora, Littleton y Highlands Ranch, la familia se estableció en Boulder. Se graduó de la escuela secundaria ThunderRidge; la Universidad de Colorado Boulder, donde se desempeñó como presidente del cuerpo estudiantil, con una licenciatura en Ciencias Políticas y Economía summa cum laude en 2005; y la Facultad de Derecho de la Universidad de Colorado, con su Doctorado en Jurisprudencia en 2009.

### Carrera
Cuando era estudiante, fundó New Era Colorado, una organización para involucrar a los jóvenes en la política. Trabajó en el Capitolio de Colorado como asistente de Andrew Romanoff cuando Romanoff era miembro de la Cámara de Representantes de Colorado. En 2008, fue elegido para los Regentes de la Universidad de Colorado.
Se postuló para secretario de Estado de Colorado en 2014, perdiendo ante Wayne W. Williams, 47,5 % a 44,9 %.  En junio de 2015, el gobernador John Hickenlooper lo nombró como director ejecutivo del Departamento de Agencias Reguladoras de Colorado (DORA).
En 2017, renunció a DORA para postularse en las elecciones de 2018 a la Cámara de Representantes de los Estados Unidos en el 2.º distrito congresional de Colorado, buscando suceder a Jared Polis, quien se postuló con éxito para gobernador de Colorado. También se incorporó a la firma de abogados Snell & Wilmer, trabajando en derecho administrativo.

### Cámara de Representantes de Estados Unidos

#### Elecciones
- 2018: el 13 de junio de 2017, anunció que se postularía para la nominación demócrata después de que el entonces representante, Jared Polis, anunciara que no se postularía a la reelección.[13][14] En las primarias demócratas del 26 de junio de 2018, Neguse se enfrentó al empresario y expresidente del Partido Demócrata del condado de Boulder, Mark Williams.[15] Derrotó a Williams con el 65,7 % de los votos, ganando los 10 condados del distrito.[16][17] Derrotó al candidato republicano, Peter Yu, en las elecciones generales del 6 de noviembre, recibió el 60,2 % de los votos y ganó todos menos dos condados.[18][19] Se convirtió en el primer estadounidense negro en representar a Colorado en la Cámara.[20][21]

- 2020: Fue reelegido con el 61,5 % de los votos, derrotando al republicano Charles Winn.[22]

#### Mandato
Poco después de su elección a la Cámara, fue elegido por sus colegas de la Cámara para servir en el liderazgo de la Cámara como corepresentante de primer año.
Votó por la destitución de Donald Trump en 2019. En 2020, el Instituto Lugar lo nombró el miembro más bipartidista de la delegación de Colorado.
En noviembre de 2020, los colegas de la Cámara lo eligieron por unanimidad para servir como copresidente del Comité de Política y Comunicaciones, el puesto número ocho en el liderazgo demócrata de la Cámara.
El 12 de enero de 2021, Nancy Pelosi lo nombró director de juicio político de la Cámara de Representantes para el segundo juicio político de Trump, lo que lo convirtió en el director de juicio político más joven en la historia de Estados Unidos. Durante el juicio, él y sus compañeros encargados de la acusación de la Cámara construyeron su caso estableciendo conexiones entre las afirmaciones de fraude electoral de Trump en las elecciones de 2020 y el ataque al Capitolio el 6 de enero de 2021. Al final, el Senado votó para absolver a Trump, pero con siete senadores republicanos votando para condenarlo, fue el juicio político más bipartidista en la historia de Estados Unidos.

### Vida personal
Está casado con Andrea Jiménez Rael. Se conocieron en el condado de Boulder. Su hija nació en agosto de 2018. Viven en Lafayette, al este de Boulder.